# Micky Dolenz

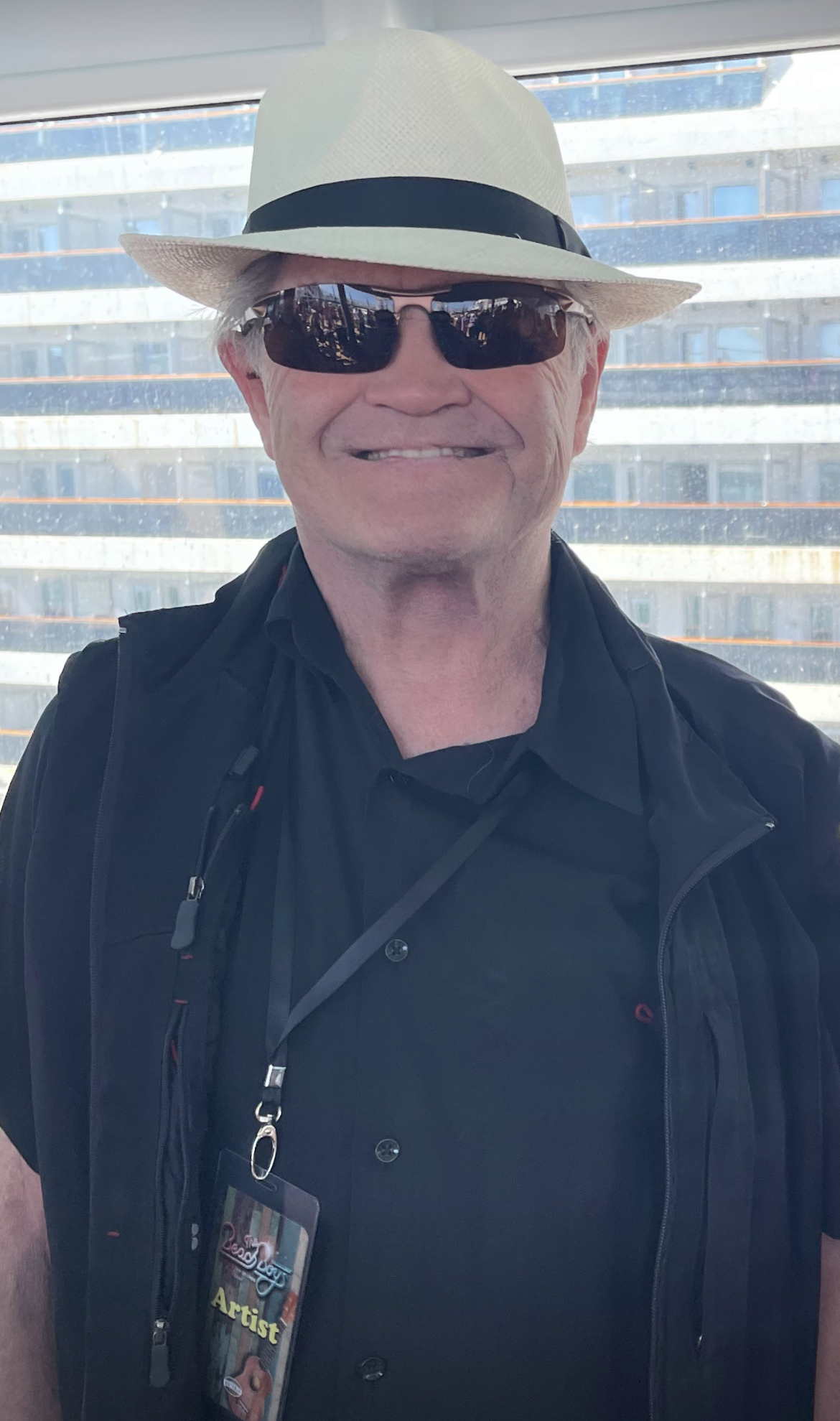
Mickey Dolenz, 2022

George Michael „Micky“ Dolenz Jr. (* 8. März 1945 in Los Angeles) ist ein US-amerikanischer Musiker, Sänger und Schauspieler; weltweit bekannt wurde Dolenz im Jahr 1966 als Mitglied der Popgruppe The Monkees. Seit dem Tod von Michael Nesmith im Dezember 2021 ist Dolenz das letzte noch lebende Bandmitglied.

## Leben

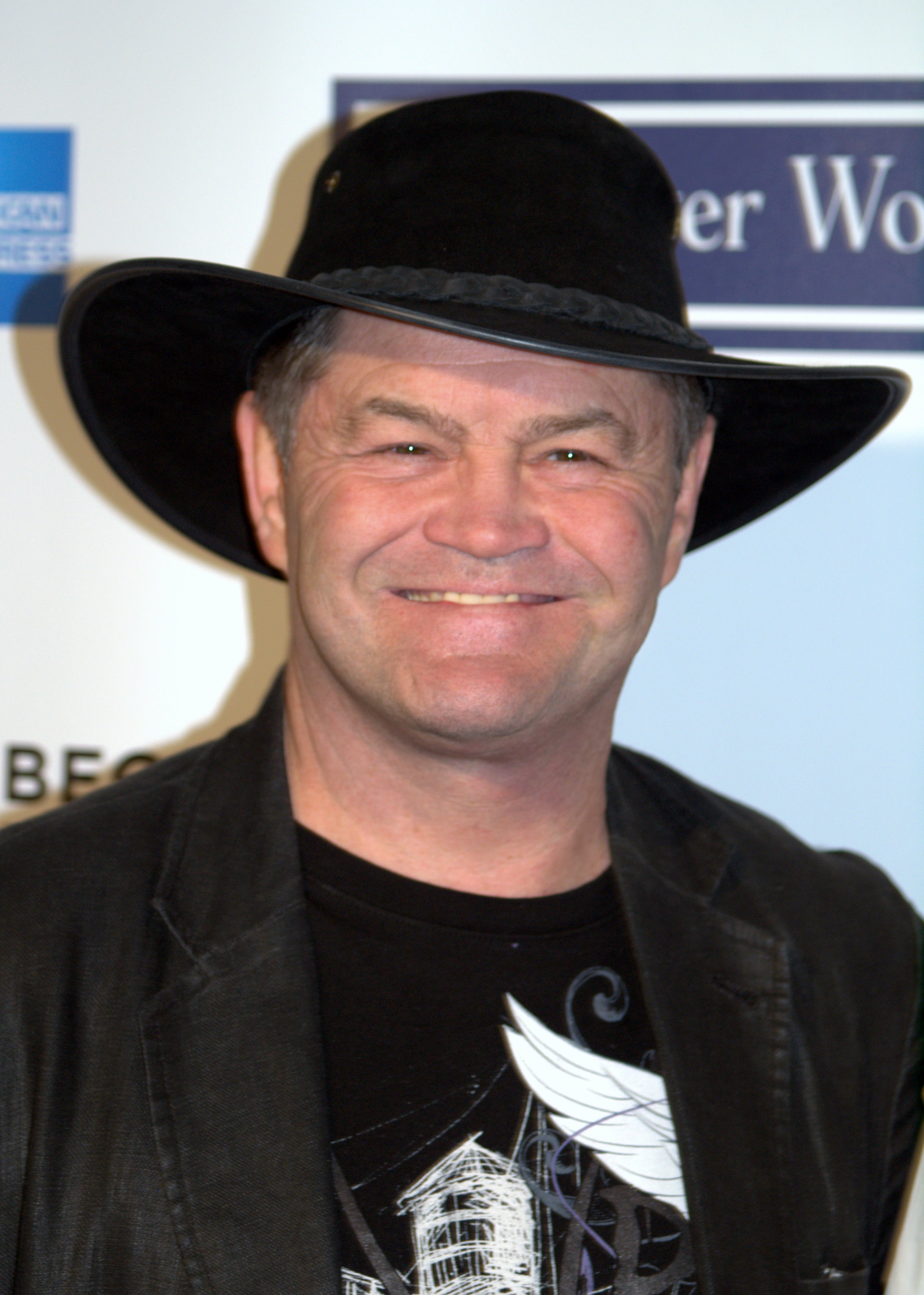
Micky Dolenz, 2009

Micky Dolenz ist der Sohn der Schauspieler George Dolenz (1908–1963, geboren in Triest als Jure Dolenc) und Janelle Johnson (1923–1995). Sein Vater hatte unter anderem 1956 die Titelrolle in der Fernsehserie The Count of Monte Cristo gespielt. Im Alter von zehn Jahren verkörperte Micky Dolenz unter dem Künstlernamen Micky Braddock in der 1956–1957 erstausgestrahlten Fernsehserie Corky und der Zirkus die Hauptrolle des Corky. In den folgenden Jahren trat er gelegentlich in weiteren Serien auf.
Ende 1965 sprach Dolenz mit etwa 400 weiteren Bewerbern für eine neue Fernsehserie über die Popband The Monkees vor und wurde zusammen mit Davy Jones, Michael Nesmith und Peter Tork ausgewählt. Am 10. September 1966 erreichte die Band mit ihrer Debüt-Single Last Train to Clarksville auf Anhieb Platz eins der Charts. Zwei Tage später debütierte die Serie erfolgreich auf NBC.
Von 1977 bis 1989 lebte Micky Dolenz im Londoner West End, arbeitete als  Kameramann, Produzent und Regisseur für die BBC und London Weekend Television. Nach seiner Rückkehr in die USA spielte er in der National Touring Company, 2004 spielte er in Elton Johns Broadway-Musical Aida. Im Jahr 2005 veröffentlichte Micky Dolenz sein erstes Kinderbuch.
Im Sommer 2012 unternahm er eine Reihe von Solo-Shows mit seiner Band und als Teil der 2012 Happy Together-Tour.
Micky Dolenz ist der Vater der Schauspielerin Ami Dolenz.

## Diskografie

### Alben
- 1991: Micky Dolenz Puts You to Sleep
- 1994: Broadway Micky
- 1998: Demoiselle
- 2005: Plastic Surgery, EP
- 2010: King for a Day
- 2012: Remember

## Filmografie (Auswahl)
- 1956–1957: Corky und der Zirkus (Circus Boy, Fernsehserie, 49 Folgen)
- 1958: Abenteuer im wilden Westen (Zane Grey Theater, Fernsehserie, Folge 3x08)
- 1965: Peyton Place (Fernsehserie, 3 Folgen)
- 1966–1968: Die Monkees (The Monkees, Fernsehserie, 58 Folgen)
- 1967: Good Times
- 1968: Head
- 1972: Meine drei Söhne (My Three Sons, Fernsehserie, Folge 12x23)
- 1972: Adam-12 (Fernsehserie, Folge 5x01)
- 1972: Cannon (Fernsehserie, Folge 2x03)
- 1972: The Night of the Strangler
- 1973: Owen Marshall – Strafverteidiger (Owen Marshall: Counselor at Law, Fernsehserie, Folge 3x06)
- 1973: Butch Cassidy & the Sundance Kids (Fernsehserie, 13 Folgen, Sprechrolle)
- 1975: Linda Lovelace bläst zum Wahlkampf (Linda Lovelace for President)
- 1977–1980: Captain Caveman and the Teen Angels (Webserie, 38 Folgen, Sprechrolle)
- 1987: Mike Hammer (Mickey Spillane’s Mike Hammer, Fernsehserie, Folge 3x15)
- 1993: Deadfall
- 1994–1995: Der Tick (The Tick, Fernsehserie, 13 Folgen, Sprechrolle)
- 1994/1995: Das Leben und Ich (Boy Meets World, Fernsehserie, 2 Folgen)
- 1995: Die Brady Family (The Brady Bunch Movie)
- 1996: Pacific Blue – Die Strandpolizei (Pacific Blue, Fernsehserie, 2 Folgen)
- 1997: Ein toller Käfer kehrt zurück (The Love Bug, Fernsehfilm)
- 1998–1999: Die Geheimakten der Spürhunde (The Secret Files of the Spy Dogs, Fernsehserie, 22 Folgen, Sprechrolle)
- 1999: Invisible Mom II (Invisible Mom 2)
- 2001: Drew Carey Show (The Drew Carey Show, Fernsehserie, Folge 7x13)
- 2007: Halloween
- 2015: Bagboy (Fernsehfilm)